# Nyctemera annulata
Nyctemera annulata är en fjärilsart som beskrevs av Butler 1874. Nyctemera annulata ingår i släktet Nyctemera och familjen björnspinnare. Inga underarter finns listade i Catalogue of Life.

## Bildgalleri

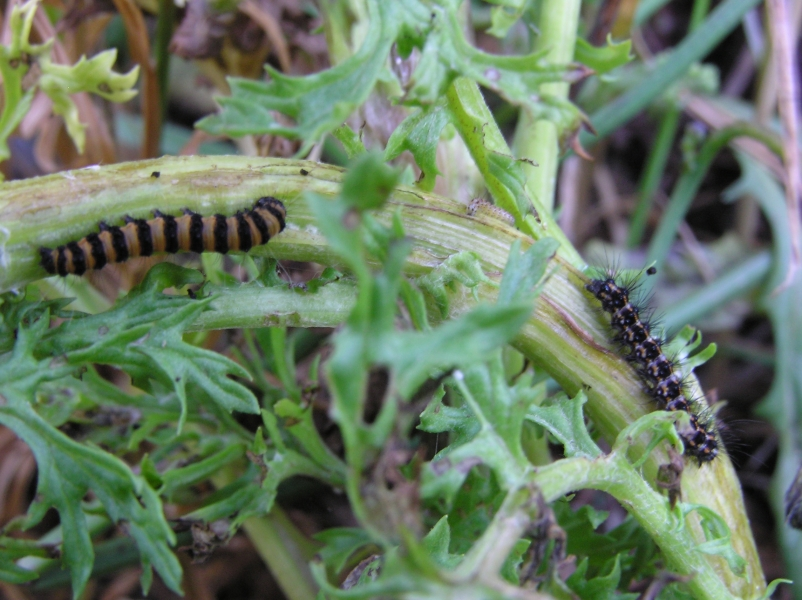
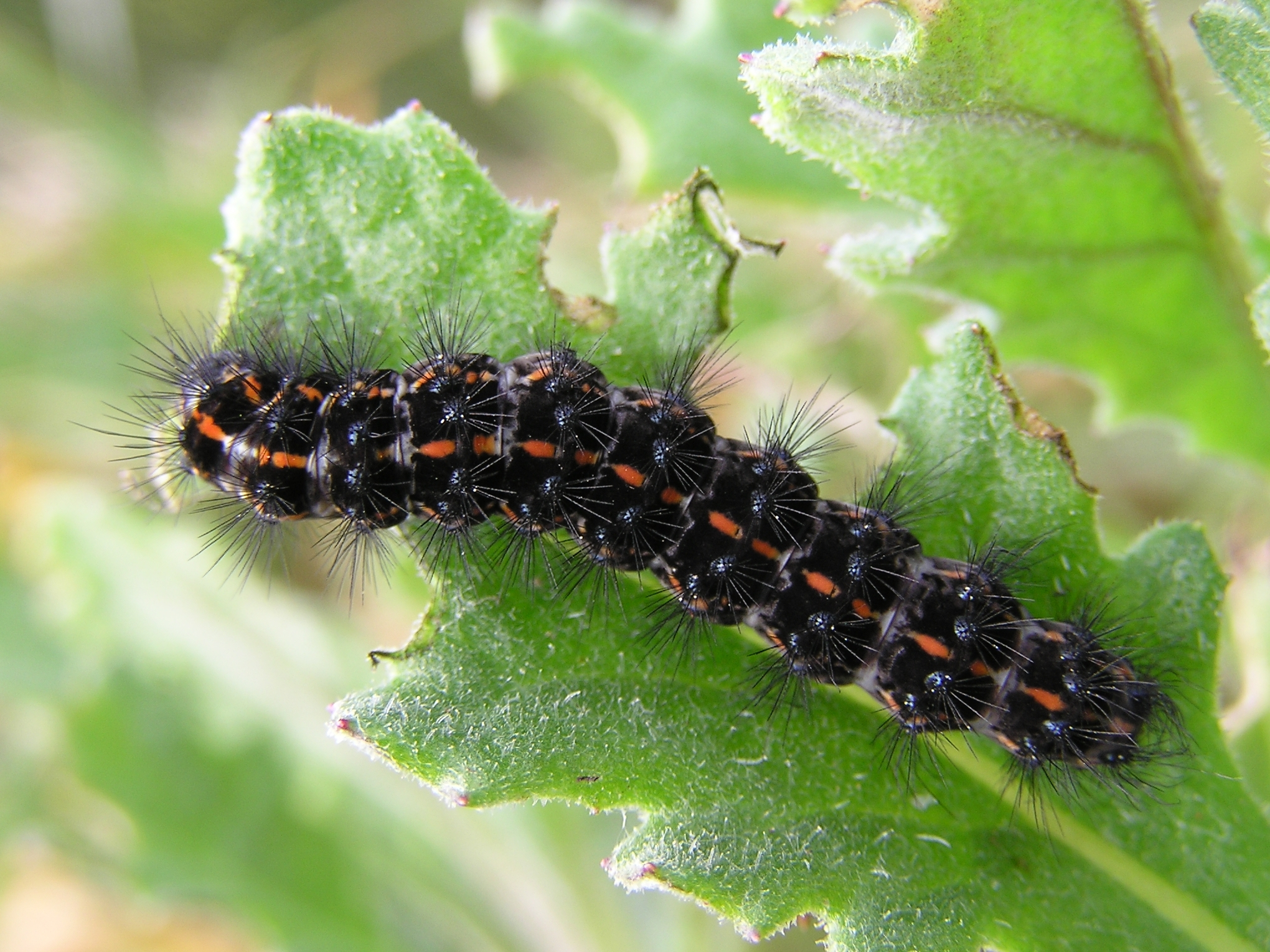
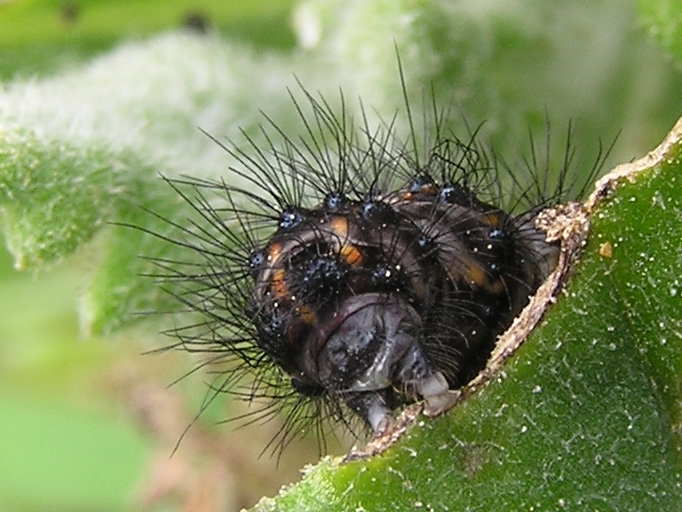
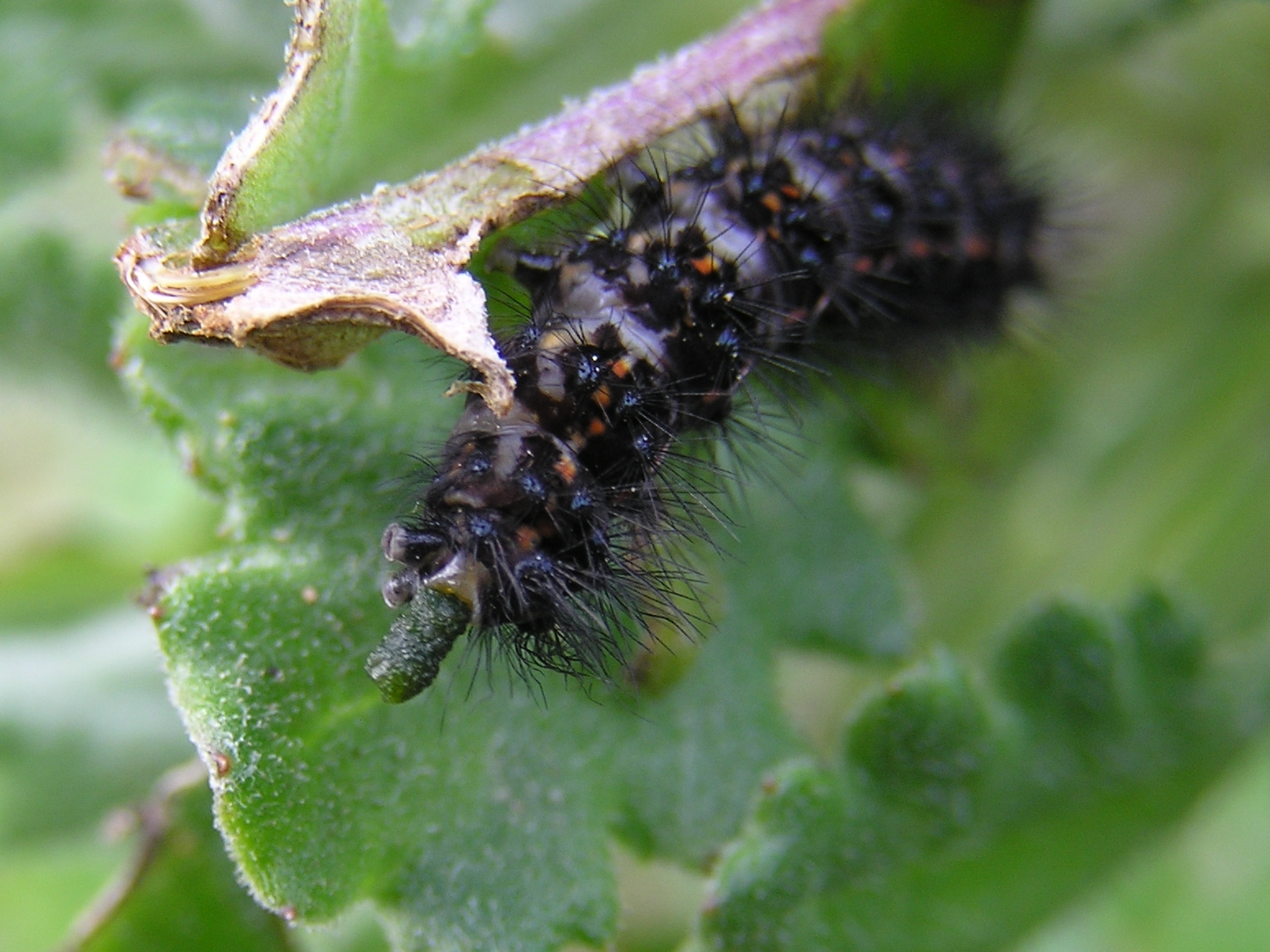
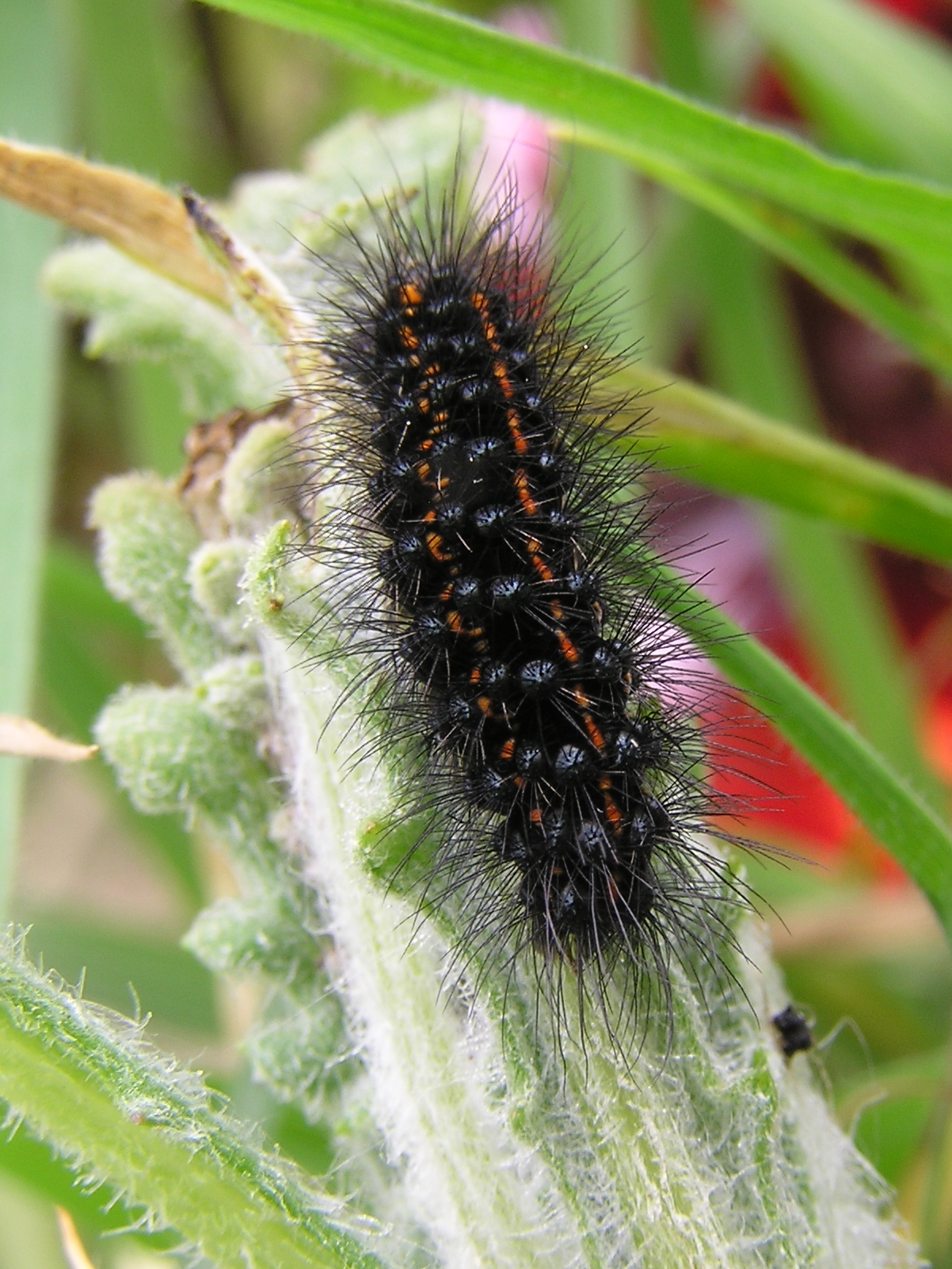
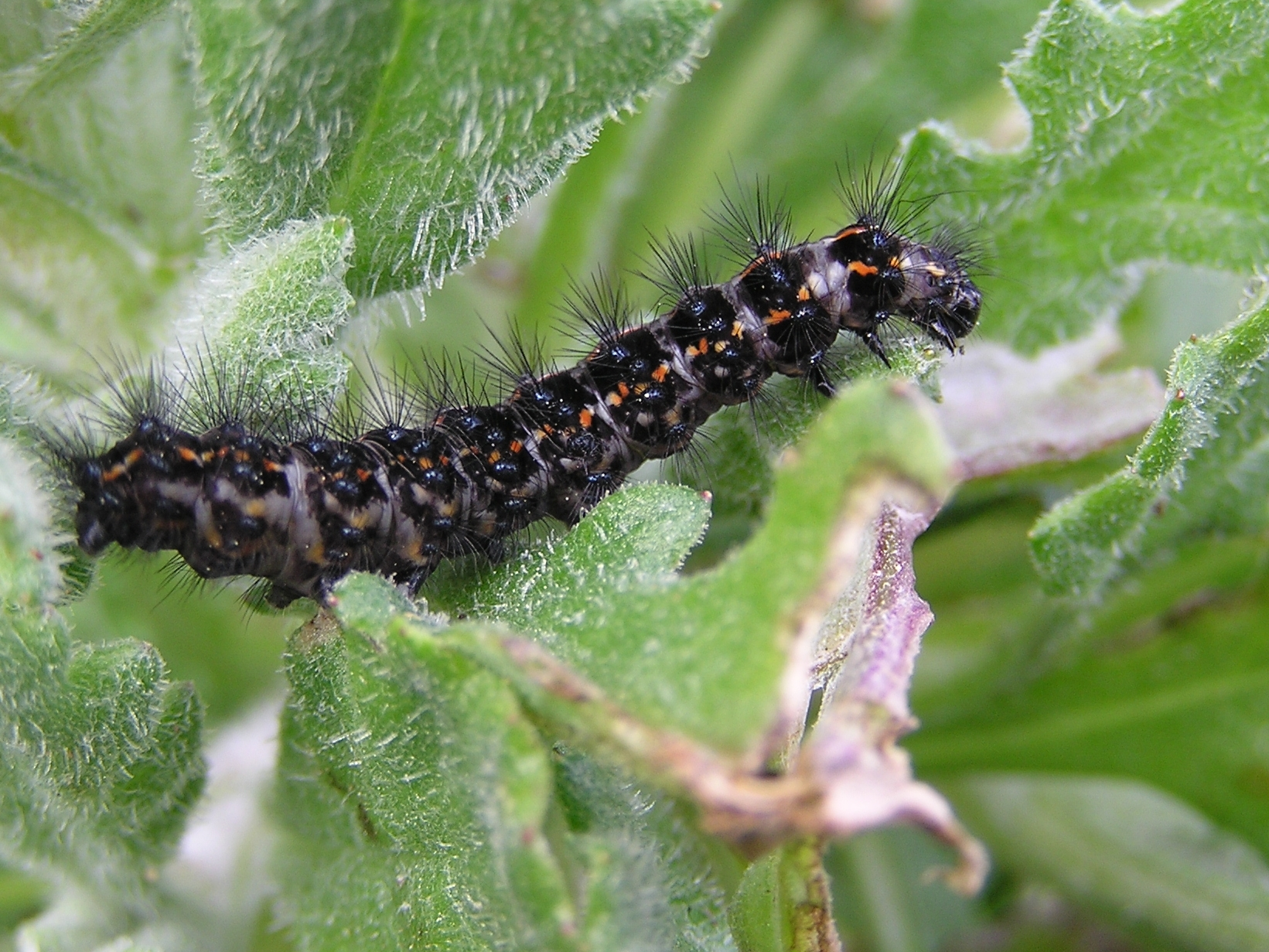